# USS Enterprise (NCC-1701-G)
La USS Enterprise NCC-1701-G è un'astronave immaginaria appartenente all'universo di Star Trek. È la nona nave a curvatura della Flotta Stellare a portare questo nome. Compare nella terza stagione della serie televisiva Star Trek: Picard.
L'astronave era precedentemente nota con il nome USS Titan NCC-80102-A, sotto il comando del capitano Liam Shaw (Todd Stashwick) e del primo ufficiale Sette di Nove (Jeri Ryan).

## Equipaggio
- Ufficiale comandante:
  - Capitano Sette di Nove (2402-)
- Primo ufficiale/ufficiale esecutivo:
  - Comandante Raffaela Musiker (2402-)
- Ufficiale tattico:
  - Matthew Mura (2402-)
- Ufficiale medico capo:
  - Ohk (2402-)
- Consigliere:
  - Guardiamarina Jack Crusher (2402-)
- Ufficiale timoniere:
  - Sidney La Forge (2402-)
- Ufficiale addetto alle comunicazioni:
  - Kova Esmar (2402-)

## Filmografia
- Star Trek: Picard - serie TV, episodio 3x10 (2023)